# Грб Хан Пијеска
Грб Хан Пијеска је званични грб српске општине Хан Пијесак. Грб је усвојен 20. априла 2001. године.
Симбол општине је грб који умногоме подсјећа на савремене грбове европске хералдике, али такође има могобројна одступања са правилима те хералдике.

## Опис грба
Грб Хан Пијеска је подијељен у четири дијела:
- Прво поље: у црвеном пољу сребрни крст између четири огњила,
- Друго поље: сребрено-зелено поље, раздијељено резом с два шиљка,
- Треће поље: зелено-сребрно поље, раздијељено силуетом зграде с два торња и
- Четврто поље: шест греда плаво и бијело.

Чувари грба су два златна вука, сваки држи копље, десно са заставом Српске, лијево са заставом плаво-бијело-плаво. Испод штита златна круна у црвеном плашту и испод златна лента са исписаним именом општине у средини „Хан Пијесак“, десно стоји година 1895, а лијево датум 9. VIII.
Два врха у другом пољу представљају Игриште и Жеп. Треће поље представља дворац Карађорђевић, а за плаво-бијеле греде каже се да представљају љековиту планинску климу. Вукови симболизирају дивљач, датум 9. август (по јулијанском календару) је Пантелијевдан (дан Светог Пантелејмона), општински празник и Крсна слава, а године 1895. први пут се спомиње насеље око хана (каравансааја) који се тамо налазио барем од 17. вијека.
У употреби је неколико верзија приказа грба које се разликују у детаљима.
Једна од верзија има искривљени поредак боја на српској застави, редослиједом: плава, црвена, бијела. Држачи држе и по двије гране маслине, а дворац Карађорђевића је вјеродостојније приказан (умјесто хералдички). На ленти код ове верзије грба стоји „1855 - Хан Пијесак - 09. 08.“ чиме се година не поклапа са званичним описом грба.